# Иверское благочиние
Иверское благочиние (Иверский благочи́ннический о́круг) — благочиние Московской епархии Русской православной церкви. Включает храмы и часовни, расположенные на территории Тверского района Центрального административного округа Москвы, кроме Московского Кремля и храма Василия Блаженного на Красной площади.
Создано указом патриарха Московского и всея Руси Кирилла № 1-306 от 9 апреля 2012 года путём выделения части приходов из Покровского благочиния. Своё наименование церковный округ получил по Иверской часовне у Воскресенских ворот Китай-города.
Благочинный — протоиерей Андрей Речицкий (с 2017 года), настоятель храма Пророка Божия Илии на Новгородском подворье.

## Храмы благочиния
| Название                                                                                     | Период строительства                 | Изображение | Адрес                                         |
| -------------------------------------------------------------------------------------------- | ------------------------------------ | ----------- | --------------------------------------------- |
| Казанский собор (Москва)                                                                     | 1625, воссоздан в 1990—1993          |             | Китай-город, Никольская улица, 3              |
| Храм Богоявления Господня бывшего Богоявленского монастыря                                   | 1693—1696                            |             | Китай-город, Богоявленский переулок, 2 стр. 4 |
| Храм святителя Николая Мирликийского «Красный Звон»                                          | 1858                                 |             | Китай-город, Никольский переулок, 7           |
| Храм святых бессребреников Косьмы и Дамиана в Старых Панех                                   | 1803                                 |             | Китай-город, Старопанский переулок, 4         |
| Храм пророка Божия Илии на бывшем Новгородском подворье                                      | 1519—1521, перестроен в 1676         |             | Китай-город, улица Ильинка, 3/8 стр. 2        |
| Храм Успения Пресвятой Богородицы на Чижевском подворье                                      | 1647—1691                            |             | Китай-город, Никольская улица, 8 стр. 5       |
| Храм апостола и евангелиста Иоанна Богослова под Вязом                                       | 1825—1837                            |             | Китай-город, Новая площадь, 12                |
| Храм Живоначальной Троицы в Никитниках                                                       | 1628—1651                            |             | Китай-город, Никитников переулок, 3           |
| Храм великомученицы Варвары в Зарядье                                                        | 1796—1801                            |             | Китай-город, улица Варварка, 2                |
| Храм Максима Блаженного в Зарядье                                                            | 1698—1699                            |             | Китай-город, улица Варварка, 4                |
| Знаменский собор с отдельно стоящей колокольней бывшего Знаменского монастыря                | 1679—1684                            |             | Китай-город, улица Варварка, 8а               |
| Храм великомученика Георгия Победоносца на Псковской горке                                   | 1658                                 |             | Китай-город, улица Варварка, 12               |
| Храм Рождества Иоанна Предтечи (священномученика Климента, папы Римского)                    | 1741                                 |             | Китай-город, улица Варварка, 15               |
| Храм Зачатия праведной Анны, что в Углу                                                      | XVI век, отреставрирован в 1955—1958 |             | Китай-город, Москворецкая набережная, 3       |
| Храм Успения Пресвятой Богородицы на Успенском Вражке                                        | 1857—1860                            |             | Газетный переулок, 15                         |
| Храм святых бессребреников Космы и Дамиана (Благовещения Пресвятой Богородицы) в Шубине      | 1703—1722                            |             | Столешников переулок, 2                       |
| Храм преподобного Сергия Радонежского в Крапивниках                                          | 1678                                 |             | Крапивенский переулок, 4                      |
| Храм Рождества Пресвятой Богородицы в Путинках                                               | 1652                                 |             | улица Малая Дмитровка, 4                      |
| Храм Знамения иконы Божией Матери за Петровскими воротами при ГУ МВД России по г. Москве     | 1676—1681                            |             | Первый Колобовский переулок, 1 стр. 2         |
| Храм Успения Пресвятой Богородицы в Путинках                                                 | 1676                                 |             | Успенский переулок, 4                         |
| Храм преподобного Пимена Великого (Троицы Живоначальной) в Новых Воротниках, что в Сущеве    | 1696—1702                            |             | Нововоротниковский переулок, 3                |
| Храм Тихвинской иконы Божией Матери что в Сущёве                                             | 1696—1702                            |             | Тихвинская улица, 13                          |
| Храм преподобных Сергия и Германа Валаамских чудотворцев                                     | 1900—1901                            |             | 2-я Тверская-Ямская улица, 52                 |
| Храм святителя Николая Мирликийского при Главном управлении МВД России по Московской области | 2012                                 |             | Никитский переулок, 3                         |
| Храм святого равноапостольного князя Владимира при бывшем Епархиальном доме                  | 1903                                 |             | Лихов переулок, 6                             |
| Храм святых Отцов Поместного Собора 1917—1918 гг. при бывшем Епархиальном доме               | 1903                                 |             | Лихов переулок, 6                             |
| Храм Всемилостивого Спаса (Москва) в монастырских кельях бывшего Скорбященского монастыря    | 1894                                 |             | Новослободская улица, 58                      |
| Храм святителя Николая Мирликийского при НИИ нейрохирургии им. Н. Н. Бурденко                | 1902                                 |             | 4-я Тверская-Ямская улица, 16                 |

## Часовни
| Название | Период строительства         | Изображение | Адрес                                                                |
| --- | ---------------------------- | ----------- | -------------------------------------------------------------------- |
| Часовня Иверской иконы Божией Матери у Воскресенских ворот                                                                        | 1791, воссоздана в 1994—1995 |             | Находится у Воскресенских ворот в Москве, ведущих на Красную площадь |
| Часовня Знамения иконы Божией Матери и благоверного князя Александра Невского (памятник гренадерам, павшим под Плевной в 1877 г.) | 1887                         |             | площадь Ильинские Ворота                                             |
| Часовня Рождества Пресвятой Богородицы в Столешниках                                                                              | 1997                         |             | улица Петровка, 13                                                   |
| Часовня Смоленской иконы Божией Матери «Путеводительница» при Белорусском вокзале                                                 |                              |             | площадь Тверская Застава, 7                                          |

## Недействующие
Храм святителя Александра, патриарха Константинопольского, при бывшем приюте для мальчиков-сирот и бесплатных квартирах для вдов приходского духовенства Василие-Кесарийского приходского попечительства о бедных. Располагался на улице Бутырский вал, дом 26, ныне в его здании размещается коммерческий банк «МАПО». Храм до сих пор верующим не возвращён, богослужения не совершаются.

## Крестные ходы
19 января на престольный праздник в храме Богоявления Господня.